# Jubileo (Argentina)
Jubileo es una localidad y comuna de 1ª categoría del distrito Bergara del departamento Villaguay, en la provincia de Entre Ríos, República Argentina. Se encuentra al centro de la provincia, a 17 km de San Salvador y a 45 km de Villaguay. Se accede por la RN 18 en su km 190. 
La población de la localidad, es decir sin considerar el área rural, era de 534 personas en 1991 y de 653 en 2001. La población total de la jurisdicción de la junta de gobierno era también de 653 habitantes en 2001, por lo que su composición es totalmente urbana.
Los límites jurisdiccionales de la junta de gobierno fueron fijados por decreto 1914/2002 MGJ del 20 de mayo de 2002.
Las calles de la localidad llevan el nombre de artistas populares argentinos de todos los tiempos. 
La economía local se sustenta en la agricultura, principalmente arroz y soja y en la producción avícola.

## Comuna
La reforma de la Constitución de la Provincia de Entre Ríos que entró en vigencia el 1 de noviembre de 2008 dispuso la creación de las comunas, lo que fue reglamentado por la Ley de Comunas n.º 10644, sancionada el 28 de noviembre de 2018 y promulgada el 14 de diciembre de 2018. La ley dispuso que todo centro de población estable que en una superficie de al menos 75 km² contenga entre 700 y 1500 habitantes, constituye una comuna de 1ª categoría. La Ley de Comunas fue reglamentada por el Poder Ejecutivo provincial mediante el decreto 110/2019 de 12 de febrero de 2019, que declaró el reconocimiento ad referéndum del Poder Legislativo de 34 comunas de 1ª categoría con efecto a partir del 11 de diciembre de 2019, entre las cuales se halla Jubileo. La comuna está gobernada por un departamento ejecutivo y por un consejo comunal de 8 miembros, cuyo presidente es a la vez el presidente comunal. Sus primeras autoridades fueron elegidas en las elecciones de 9 de junio de 2019.